# NGC 7241
NGC 7241 is een balkspiraalstelsel in het sterrenbeeld Pegasus. Het hemelobject werd op 3 september 1872 ontdekt door de Franse astronoom Édouard Jean-Marie Stephan.

## Synoniemen
- UGC 11968
- MCG 3-56-20
- ZWG 451.24
- 2ZW 174
- PGC 68442